# Hanceville, Alabama
Hanceville är en ort i Cullman County i delstaten Alabama, USA.